# Tayyiba Haneef
Tayyiba Haneef est une ancienne joueuse de volley-ball américaine née le 23 mars 1979 à Upland (Californie). Elle mesure 2,00 m et jouait au poste de réceptionneuse-attaquante. Elle a totalisé 263 sélections en équipe des États-Unis.

## Biographie
Tayyiba Haneef fait partie de l'équipe des États-Unis de volley-ball féminin médaillée d'argent aux Jeux olympiques d'été de 2008 à Pékin et aux Jeux olympiques d'été de 2012 à Londres.

## Clubs
| Club                    | De        | À         |
| ----------------------- | --------- | --------- |
| Long Beach State        | 1998-1999 | 2000-2001 |
| Pallavolo Reggio Emilia | 2002-2003 | 2002-2003 |
| Takefuji Bamboo         | 2004-2005 | 2004-2005 |
| Kazanotchka Kazan       | 2006-2007 | 2006-2007 |
| Eczacıbaşı Istanbul     | 2007-2008 | 2007-2008 |
| Pioneer Red Wings       | 2008-2009 | 2008-2009 |
| İqtisadçı VK            | 2010-2011 | 2011-2012 |

## Palmarès

### Équipe nationale
- Jeux olympiques
  -  2008 à Pékin.
  -  2012 à Londres.
- Championnat du monde
  - Finaliste : 2002
- Coupe du monde
  - Finaliste : 2011.
- Grand Prix mondial
  - Vainqueur : 2012.
- World Grand Champions Cup
  - Finaliste : 2005.
- Championnat d'Amérique du Nord
  - Vainqueur : 2003, 2005.
  - Finaliste: 2007.

### Clubs
- Championnat de Turquie
  - Vainqueur : 2008.

### Distinctions individuelles
- Championnat d'Amérique du Nord de volley-ball féminin 2005: Meilleure marqueuse.
- Volley-ball féminin aux Jeux panaméricains de 2007: Meilleur serveuse.